# Езги Шенлер
Езги Шенлер (на турски: Ezgi Şenler) е турска актриса. Най-значимата ѝ роля е в образа на Аслъ в сериала „Приказка за Бодрум“.

## Биография
Езги Шенлер е Родена в Анкара, Турция на 28 януари 1993 г. Семейството ѝ се занимава с изкуство, което повлиява и на нея. На 9-годишна възраст изучава балет в Анкарската държавна опера, след което започва да се занимава професионално с танци и балет и постига успехи. На 11-годишна възраст се записва да учи класически балет в университета „Хаджитепе“. С течение на времето записва и модерни танци в същия университет, който завършва успешно.
Въпреки че мечтата ѝ е да стане професионалистка, актрисата е силно привлечена и от театъра. Езги започва да се занимава с актьорско майсторство, за кратък период от време придобива сериозни умения и започва да привлича вниманието на известни режисьори. Така получава предложение за участие в сериала „Приказка за Бодрум“. От лятото на 2016 актрисата започва снимки по сериала в една от главните роли – тази на Аслъ.
През 2014 присъства на Филмовия фестивал в Анкара, а е танцувала и на 28-ия Международен фестивал в Измир.

## Филмография
| Година | Заглавие           | Роля |
| ------ | ------------------ | ---- |
| 2016   | Приказка за Бодрум | Аслъ |